# Lago Albano

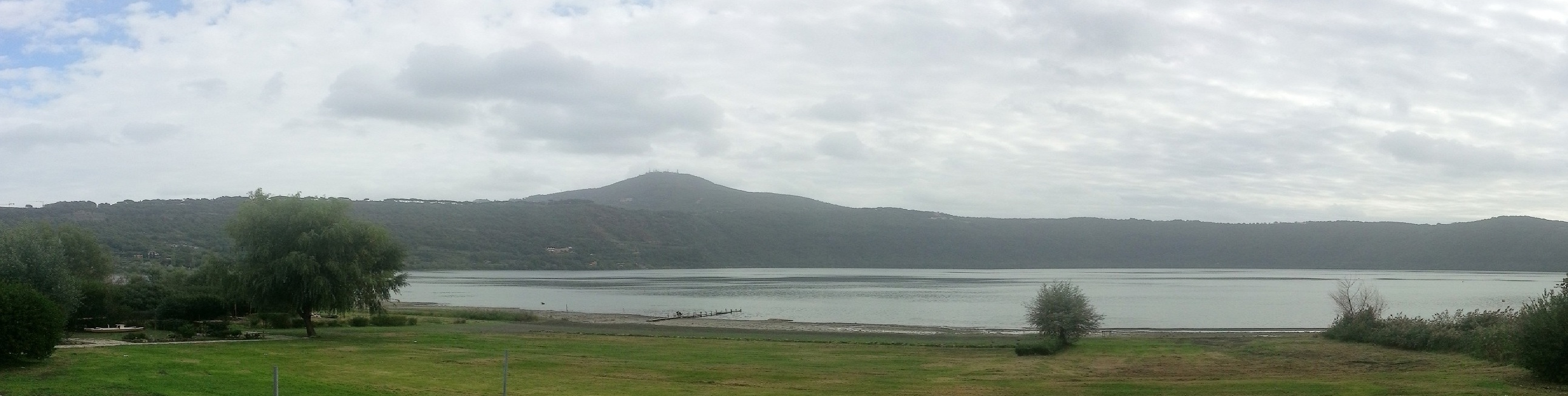
Lago Albano

El lago Albano (en latín Albanus lacus, italiano Lago Albano) también llamado Lago de Castelgandolfo o (equivocadamente para algunos) Lago de Albano, es un pequeño lago volcánico de Italia situado a unos 20 km al sureste de Roma, que pertenece a la localidad de Castel Gandolfo. 
Tiene una longitud de 3,5 km, una anchura de 2,5 km, una circunferencia de 10 km y 170 m de profundidad. Su forma es casi perfectamente ovalada.
Se trata de un maar del sistema volcánico del monte Albano. En sus orillas hay varios monumentos: el Castel Gandolfo, residencia de verano del Papa, y un magnífico canal subterráneo atravesado por la escorrentía de las aguas del lago. La antigua ciudad latina de Alba Longa estaba emplazada en sus orillas.